# Sagríneos
Sagríneos (Sagrinae) é uma subfamília de insetos coleópteros polífagos pertencente à família Chrysomelidae.

## Sistemática
- Ordem Coleoptera Linnaeus, 1758
  - Subordem Polyphaga Emery, 1886
    - Infraordem Cucujiformia Lameere, 1938
      - Superfamília Chrysomeloidea Latreille, 1802 (Phytophaga)
        - Família Chrysomelidae Latreille, 1802
          - Subfamília Sagrinae Leach, 1815
            - Tribo Carpophagini Chapuis, 1874
              - Gênero Carpophagus MacLeay, 1827 – duas espécies
              - Gênero Duboulaia Baly, 1871 – duas espécies

            - Tribo Diaphanopsidini Monrós, 1958 – uma espécie:
              - Diaphanops westermanni Boheman, 1845

            - Tribo Megamerini Chapuis, 1874
              - Gênero Ametalla Hope, 1840 – duas espécies
              - Gênero Coolgardica Blackburn, 1899 – cinco espécies
              - Gênero Mecynodera Hope, 1840 – três espécies
              - Gênero Megamerus MacLeay, 1827 – quatro espécies
              - Gênero Neodiaphanus Blackburn, 1899 – quatro espécies
              - Gênero Polyoptilus Germar, 1848 – seis espécies
              - Gênero Prionesthis Lacordaire, 1845 (sinônimo: Rhagiosoma Chapuis, 1878)[2] – sete espécies
              - Gênero Pseudotoxotus Blackburn, 1888 – duas espécies

            - Tribo Sagrini Leach, 1815
              - Gênero Sagra Fabricius, 1792 – 15 espécies, incluindo:
                - Sagra buqueti (Lesson, 1831)
                - Sagra longicollis Lacordaire, 1845

              - Gênero †Eosagra Haupt, 1950
              - Gênero †Gallopsis Legalov, Kirejtshuk & Nel, 2019[3]
              - Gênero †Palaeatalasis Legalov, 2021[4]
              - Gênero †Pulchritudo Krell & Vitali, 2021[5]